# Acámbaro
Acámbaro is een stad in de Mexicaanse deelstaat Guanajuato. De plaats heeft 109.030 inwoners (census 2010) en is de hoofdplaats van de gemeente Acámbaro.
In 1944 ontdekte de Duitse archeoloog Waldemar Julsrud in Acámbaro 32.000 beeldjes van dinosaurussen die werden toegeschreven aan de precolumbiaanse Chupícuarocultuur. Het bleek om een hoax te gaan, maar veel creationisten houden vast aan de authenticiteit van de beeldjes, en zien deze als bewijs dat dinosaurussen ten tijde van de Chupícuarocultuur, in de laatste eeuwen voor het begin van de jaartelling, nog in leven waren.
Acámbaro is de enige plaats in Mexico met een nog functionerend aquaduct.

## Geboren
- José Raúl Vera López (1945), bisschop en mensenrechtenverdediger